# Mesparrow
Marion Gaume (alias Mesparrow) est une auteur-compositeur-interprète née à Tours.
Elle publie son premier EP en 2011 et son premier disque Keep this moment alive en 2013.

## Biographie
Née à Tours, Marion Gaume commence par étudier le piano et le chant. Lors de ses années collège-lycée, elle intervient dans quelques groupes de rock et se perfectionnera lors de ses études aux Beaux-arts de Tours, où elle présentera ses premières performances voix/vidéos.
En 2013, elle participe au festival Les femmes s'en mêlent.
Coup de Cœur chanson francophone 2021 de l'Académie Charles Cros pour l'album Monde Sensible, remis dans le cadre des rencontres professionnelles du Printival Boby Lapointe le 23 avril 2021.
- En duo

Marion Gaume se produit en duo depuis 2023 avec l'artiste Aune (Simon Carbonnel), musicien et comédien.

## Filmographie
- 2018 : La Séparation des traces, documentaire de Francis Reusser (musique)